# Caylee Cowan
Caylee Cowan, född den 19 mars 1998 i Los Angeles, Kalifornien, är en amerikansk skådespelare.
Cowan har medverkat i ett flertal filmproduktioner. År 2022 spelade hon är en av huvudrollerna i filmen Frank and Penelope. Samma år medverkade hon i Geo. År 2023 spelade hon ledande roller i såväl Spinning Gold som Divinity.

## Filmografi (i urval)
- 2021 – Willy's Wonderland
- 2022 – Geo
- 2022 – Frank and Penelope
- 2023 – Spinning Gold
- 2023 – Divinity
- 2023 – The Gateway Drug (kortfilm)
- 2023 – Holiday Twist